# 애넌데일쥐
애넌데일쥐(Rattus annandalei)는 시궁쥐속에 속하는 설치류의 일종이다. 인도네시아 수마트라섬과 말레이반도, 싱가포르에서 발견된다.

## 특징
보통 크기의 설치류로 꼬리 길이 156~270mm를 제외한 몸길이가 145~220mm이다. 발 길이는 35~40mm, 귀 길이는 18~23mm이고 몸무게는 최대 250g이다. 등 쪽 털은 회색빛 갈색이고 배 쪽은 희다.

## 생태
야행성 동물이고 준수상성 동물이다.

## 분포 및 서식지
말레이반도와 수마트라섬에 널리 분포한다. 저지대 이차림에서 서식하고 고무나무 농장에서 발견되기도 한다. 일차림에서 관찰된 기록은 없다.

## 아종
2종의 아종이 알려져 있다.
- S. a. annandalei - 말레이반도 남부, 싱가포르
- S. a. bullatus (Lyon, 1908) - 수마트라섬 중부-남부, 수마트라섬 동부 해안가 섬, 루파트, 파당섬